# ザ・コーヴ
『ザ・コーヴ』（The Cove）は、2009年に公開されたアメリカ合衆国のドキュメンタリー映画。監督はルイ・シホヨスが手掛けた。和歌山県の太地町で行われているイルカ追い込み漁を描いている。イルカ漁について批判する目的で制作され、実際に西洋において日本に対する反イルカ漁の動きを強化した。コーヴ（cove）は入り江の意。イルカ漁が行われている入り江を指している。PG-12指定。2009年のサンダンス映画祭で観客賞、2009年度第82回アカデミー賞長編ドキュメンタリー映画賞受賞作品。

## キャスト
以下のキャストは全員本人役として出演している。
- ルイ・シホヨス（監督）
- リック・オバリー（主演）
- チャールズ・ハンブルトン
- ジョー・チズルム
- サイモン・ハッチンズ
- C.スコット・ベイカー
- ハンナ・フレイザー[3]
- デイブ・ラストビッチ[3]
- イザベル・ルーカス
- ヘイデン・パネッティーア

## ミュージック
英雄夢語り (ヒーローズ)デヴィッド・ボウイ

## 関連
映画の製作にはシリコングラフィックス社やネットスケープ社を創設したジム・クラークが500万ドルの資金を提供しており、「日本のイルカを救いましょう」と「アース・アイランド・インスティテュート（en）」という団体も製作を支援した。また、アメリカ政府と日本政府からエコテロリストと名指しされたことのある反捕鯨団体シーシェパードは、太地町のイルカ漁を撮影した最も優れた映像に1万ドル、1分間の撮影画像につき500ドル、1枚の写真につき250ドルの懸賞金をかけるなどの活動を行ったが、ザ・コーヴの製作サイドはこの件に関して映画との関係を否定した。シーシェパード代表ポール・ワトソンによると、映画制作の障壁とならないようにシーシェパードの顧問会議からあらかじめオバリーを除名したという。また、ワトソンはコメンテーターとして映画に出演した。
本作は2009年のサンダンス映画祭で観客賞、2009年度第82回アカデミー賞長編ドキュメンタリー映画賞など数々の賞を受けた。
2010年7月6日、「ザ・コーヴ」に出演した北海道医療大学の遠藤哲也准教授は、反捕鯨運動に使われるとは思わなかったとして、配給会社に対し、映画館などに貸し出されているフィルムを回収した上で、インタビュー部分を削除すること、および、名誉を傷つけられたことについて1100万円の損害賠償を求めて、大阪地方裁判所に提訴した。
イルカ漁は日本だけでなくオセアニアのソロモン諸島、デンマーク領のフェロー諸島などでも行われているが、2010年4月、ソロモン諸島の部族はSave Japan Dolphinsのメンバーやオバリーと会見し、イルカ漁を中止した。ソロモン諸島はイルカを食用とする他に、イルカの歯を装飾具として利用したり、マライタ島では通貨として使用するなど400年にも続く伝統的なイルカ漁の文化を持つ。オバリーはこれらの現地を訪問し、繰り返し住民にイルカ肉の水銀汚染について訴えてきた。しかし、オバリーらは漁への補償金を満足に支払えず、2013年に漁は再開された。

## 製作手法
撮影は「捕鯨発祥の地」とされ毎年9月にイルカ漁が開始される和歌山県太地町の漁港を中心として行われた。太地町は世界中のイルカ好きから「アウシュビッツ」と認識されるようになったとの見方もあるが、日本では2009年度時点で岩手県の突き棒漁を中心に年間10,000頭のイルカが捕獲されており、太地町だけでイルカ漁が行われているわけではない（2009年度の太地町のイルカ追い込み漁では1,242頭を捕獲）。
本編にはニカラグアで排泄物の溜まったプールにいるイルカを軍の助けを得て海に解放するなど太地町以外で活動する場面もみられる。オバリーが映画内でイルカを捕らえた網を切るシーンは、太地で撮影されたものではなく、ハイチで違法に捕られたイルカの網を切った場面であるとオバリー自身がコメントしている。
2010年7月6日放送のNHK『クローズアップ現代 映画「ザ・コーヴ」問われる“表現”』は編集の仕方に問題があるのではないかと指摘した。番組内では女性ダイバーが入り江でイルカが殺されるシーンを目撃して泣き、その後目撃したイルカ漁の残虐さを涙ながらに語るというシーンを挙げ、また、本編の中でインタビューに答えた水産庁の所管が解雇されたという情報は誤りであるとの指摘を挙げ、これについてシホヨス監督はNHKの取材に対し、2007年に飛行機の中で中前明水産庁次長と偶然に出会ったときに課長補佐が解雇されたと聞いたと述べているが、中前はNHKの取材に対してそのようなことはなかったと明確に否定している。
映画ではリック・オバリーが「太地町民が可能であれば私を殺害するであろう。大袈裟ではない。」と述べたり、「イルカ虐殺を隠すために立入禁止としている」としている。また、警察官の質問に対して出演者が事情を述べるシーンが何度も映し出される。太地町民が出演者らに稚拙な英語で立ち去るように述べると、その町民が知っている唯一の英単語であるなどとして、町民が発音した英単語をその町民の識別名として嘲笑した。更には、映画本編エンディング・クレジットにおいて、「映画撮影後には、識別名を付けられた町民が役職を解任された」などと述べていたり、 また、本編開始からまもなく、マグロが築地市場に運ばれてから解体されるまでの映像を鮮明な画像で映すなど、観客の興味を引き立たせる場面が度々登場する。

### 太地町での盗撮
シホヨス監督は、かつてナショナルジオグラフィック協会に所属する写真家だった。この経験を生かし撮影チームを発足、2007年頃から超高性能カメラで太地町のイルカ漁を撮影した。その際、立ち入り禁止区域への盗撮やリモコン飛行機による偵察を行うなどした。 製作者側は、「何回も話し合いの場を設けようとしたがその度に断られ続けてきた。太地町役場及び太地町漁業組合に赴き、二日間に渡って撮影許可の交渉をしたが承諾されなかった」「日本政府や漁民がイルカ漁を隠蔽しようとしているので実態を暴くために撮影を行った」としている。しかし人目を避けて撮影を行なったのはどうなのかという声もある。

オバリーは「アメリカの市民運動に顕著な、わざと逮捕されて悪法に注目を集める目的でイルカを捕らえた網を切る事もあるが、日本国内では単なる犯罪者になってしまい、そういった効果が望めないので行わない」、とコメントしている。

### 対立する主張
- イルカ肉に含まれる水銀による健康問題を日本国政府が隠蔽していると主張する製作側に対し、厚生労働省は「映画の公開以前からインターネット上で、魚やイルカが含有する蓄積水銀量や、妊婦を対象としたイルカを含むハクジラ類の摂取量に関するガイドラインを定めて公開している」と語っている[23][17]。これに対し監督は「インターネットは特定の人しか見ないし、数値も不正確。イルカ狩猟国が自身の国に都合の悪い真実を発表するわけがない」と主張している[24]。
- イルカはツチクジラなどとともに小型鯨類に分類されるクジラであり[25]鯨肉の表記に間違いはない。本編では日本で買い集めた大型鯨と表示された肉をDNA鑑定した結果イルカ肉であったことを問題としているが、イルカ肉がクジラ肉と偽って販売される実態など多くの日本人が知らない真実を伝えると称する[26]本作をうけて水産庁と太地町は「調査ではそのような事実はない」と否定している。
- 漁協の担当者は「海が血で染まるような方法の漁は今はやっていない。あのまま上映されると誤解を招く恐れがある」[27]と語った。本編の中で製作側が漁法について水産庁漁業資源課課長補佐の諸貫秀樹に尋ねるシーンでは、諸貫が現在行われているイルカへの負担の少ない漁法として特別なナイフで刺しているため即死するとの返答を行った。もっとも、その「特別なナイフ」に関する説明は殆ど行われていない。キリバス大統領アノテ・トンは日本政府が捕鯨議題のためにキリバスをIWCにリクルートした等と根拠を示すことなく述べている[28]本編の主張に対し、「大変残念。そんな事実はなく、捕鯨はキリバスが強く望んでいること」と述べた[29]。
- 週刊プレイボーイ2010年7月5日号では“和歌山県太地町イルカ・クジラ漁師を直撃“と題した漁師たちへのインタビューが掲載された。

記事に登場する太地町の漁協関係者は、「当初の撮影はシホヨス監督やオバリーら製作陣が“日本の美しい港や海を撮影する“と町民に嘘をついて撮影し、ある程度の映像を撮り終えてから町民らに自らの正体を明かして挑発的な言動を繰り返した」との内容を話した。そのインタビューの中で漁師関係者は「挑発後に漁民が怒って漁具を振りかざしたシーンを撮ったり、ハンディカメラを町民の顔にくっつけて撮影し、町民がそれを振り払うシーンを離れた場所から大きなカメラで撮影する等の行為、オバリーの妻が町民に向かって顔を近づけながら下品に挑発し、町民がそれを振り払うと大げさに路上に倒れて大声を上げて痛がるなどの行為をあげ“地元と日本政府の妨害に遭いながらも命がけで撮影した”という設定にしたいのだろう」とコメントしているが、その漁師関係者はカメラを使ってその“挑発の様子“を直接撮影したわけではないため、発言内容の信頼性には多少の疑問が残る。
太地町漁師等は、オバリーの妻に日本語で漁場から出て行くようにと警告したところ、オバリーの妻は「半裸の男に取り囲まれた！」と叫んだ、と主張している。
製作陣は“漁師や町民だけでなく、日本政府からも妨害されている“という事を立証するために警察にも抗議を続け、漁網を切るなどの活動で逮捕されたメンバーが、日本政府に不当な迫害を受けていると本誌インタビューに受け答えた。
- 太地町の漁業関係者は本作では「漁民達が暴力的に撮影を妨害をしている状況を演出している」と主張する一方、オバリー自身も漁業関係者による挑発行為があったことを明かした。ある朝、カメラを持っていなかったオバリーに対し、船上の数人の漁民がイルカの子どもの喉を見せ付けるように切り裂き、さらにはカメラを構えた漁民が怒鳴りつけながら近付いてきたこともあったという。オバリーは「漁業関係者の狙いは“暴力の証拠を収めて警察に自身を逮捕させる”ことであり、偽の告発の対策にかなりの時間を費やすことになった」と語った[31]。なお、本編の映像にはカメラを構えた漁業関係者の姿も映し出されている。

## 太地町の反応
- 太地町長の三軒一高町長は電話取材にで、「映画は事実に基づいていない。表現の自由はあるが、一方でルールや漁師の人権もあるんじゃないか。上映は残念」と発言している[32]。
- 太地町漁協の幹部は「イルカ漁への誤解が広がるのは心配だが、上映される以上は正確な理解を求めていきたい」と複雑な心情。ただ、一部団体による映画館への抗議については「主張が違う。（同じように上映中止を求めてはいても）全く別の立場だ」と述べている。また、別の組合員は「漁協は金もなく人もいないから、映画に反論する手段がない。普段通りに生活しているだけなのに…。太地町は力のある映画や団体に揺さぶられている」と述べた[32]。
- 漁業協同組合（漁協）関係者からは途中でさもイルカ漁の撮影を「妨害」しているような風に描かれていることについて遺憾であるとしている。
- 漁協の弁護士は、この映画には「漁師をジャパニーズマフィアと表現したり、漁を隠蔽していると説明したり、明らかな事実誤認がある」としている[33]。
- アカデミー賞を受賞したことを受け、太地町関係者は「嘘を事実のように描いた映画が受賞するのは遺憾」「アカデミー賞も地に落ちたね」「我々は海の恵みに感謝している」と述べている[34]。

## 日本政府の反応
- 日本の赤松広隆農相（当時）も「日本人はこんなかわいいイルカちゃんにひどいことしているというメッセージになりかねない。食物連鎖の世の中で食べることを否定したら何も成り立たない」と異例のコメントを出した[35]。

## 日本人出演者の批判
- 水産庁漁業資源課課長の諸貫秀樹補佐は、本作内で自らが「解雇された」と主張されていることに関して、「非常に不快。本作からは、自分の気に食わないものを世の中から抹殺してしまおうとする悪意が感じられる」と非難している[20]。また通常人体には水銀はある程度蓄積されているが、具体的な数値を示さずに諸貫補佐の頭髪から水銀の陽性反応が出たとだけ流れた[28]。
- 太地町議会議員漁野尚登や北海道医療大学准教授の遠藤哲也など日本人出演者の一部は、出演依頼時に映画の内容について製作者に嘘をつかれたと主張している[36]。

## 評価
肯定派
- 映画評論家のロジャー・イーバートも、「オスカー受賞は間違いなし」と賞賛した[37]。映画評論家のレビューを集めたデータベースサイトであるRotten Tomatoesによると、94%（126人中119人）が肯定的な評価を与え、7人が否定的な評価をしている[38]。
- 過去に水産庁に在籍し、調査捕鯨の計画に関わった鯨類研究家の粕谷俊雄が加藤武史、関口雄祐との対談において「報道するから見たいという人には、漁業者は海洋資源という共有財を獲っている立場上、見せるべきでしょう。利用者としての責任上、都合の悪いところも見せるべきだと思います。」と述べている[39]。粕谷は「種としての数の減少の要因は、捕獲以外にも様々な要因があるがイルカは繁殖率が低いことから、増えるのに時間がかかる。イルカや鯨は経験の蓄積によって固有の文化を持つ事ができ、学習によって獲得した文化を世代を通じて蓄積していくが、群れごと根絶やしにすることでそれが失われ、種全体の適応能力を落とす可能性がある」と生態系への懸念も示している[40]。

懐疑派・中立派
- フジテレビ『情報プレゼンター とくダネ!』で本作を取り上げた際、笠井信輔アナウンサーは、映画を見て「見た結果、困ったと思った。イルカ好きの人が、日本人の残酷さを明白に描いている映画なのですが」「良くできていて面白い。イルカで金もうけをしていた調教師が心を入れ替えイルカの保護を訴えるなど社会的なドキュメンタリーに引き込まれてしまった」と感想を述べている[41]。また、キャスターの小倉智昭も「ラブレターと言われてもね～。ストレートには受け入れられないよね」と述べた[41]。
- ニューズウィークの日本語版編集長の竹田圭吾も「問題は、(映画を)見た側が受け入れる程度のうまさで変わってくる。プロパガンダの映画であっても、よくできていれば伝わるものが2倍、3倍にもなるでしょう」と述べている[41]。
- 村山章もエンターティメントとして非常に優れた構造をもった映画であり、非常にオモシロいと評価している。ただし、オモシロいあまりに作り手の主張を鵜呑みにする可能性も大きいとしている[42]。
- 産経新聞は、「太地町漁協の了解を得ないまま、一方的な視点で作っているため公平性に欠ける」としながらも、「伝えたいことをいかに見せるかという技術に優れている。目的達成への熱意と工夫は一見の価値がある」と評価した[43]。
- ジャーナリストの綿井健陽も製作者側が本作内で「水産庁職員が解雇された」と主張していることに関して、「意図的な虚偽の事実提示で、職員を悪者として陥れてやろう、あざ笑おうとしている姿勢が感じられる」と批判している[20]。また、太地町民に対する製作サイドの傲慢さも批判しているが、製作手法に関しては社会に見せる公共性があり、盗撮以外で撮れないだろうと肯定している[44]。

否定派
- イギリスの『ガーディアン』紙でDavid Coxは「東洋人はイルカを食べるが西洋人は牛を食べる。どこに問題があるのか?」とイルカ漁を問題にしている映画の手法を疑問視している[45]。
- フランスの映画情報サイト・Allo Cineには「隠しカメラで撮影した映像を『ドキュメンタリー』と呼べるのか」、「アフリカの飢餓問題など世界に発信すべき問題はいくらでもある。ただイルカが可愛いだけで題材にされただけだ」との意見が寄せられている[46]。
- フリーライターの 浮島さとしもこの映画の東京映画祭での上映に際して、「映画の影響で「反イルカ漁＝反日本」の動きが活発化する一方かと思いきや、思いのほかクールな海外メディア。日本人としてはただひたすらに論理的な報道を願う以外ない。ただ、映画には水産庁職員や地元漁師、水族館の調教師らが"悪役"で顔出し出演しており、こうした人たちへの嫌がらせや、豪州での日系人墓地破壊騒動のような深刻な影響も表面化している。」「表現の自由を超えたあきらかな事実誤認により、他国の文化を著しく貶める内容に対しては、厚労省や水産庁、外務省らを通じて国としての明確な意思表示も今後検討していくべきだろう」と述べている[47][48]。
- 『愛媛新聞』は「食文化は世界共通のものではない」としている[49]。
- 産経新聞社会部の安藤慶太記者は「日本人に対する恐ろしいほどの差別意識が一貫して（欧米人に）根ざしていることを裏付けた作品」と評した[50]。

## 製作者の主張
- 監督は「日本の政府が公開しないことを私が公開しただけだ。日本人を含め我々には知る権利（国などに対して情報の提供を求める権利）があり、日本人がイルカ漁の現実を知らないことは問題だ」としている[46]。アカデミー賞を受賞した際には「どうも、ありがとう」と日本語で感謝の意を表し[51]、「イルカが子どもの食糧やショーに利用されるべきかどうか自分で見て判断して欲しい」[52]「全てのイルカ達が解放され、この入り江が殺戮場から元の大自然へと戻る日が来たとき、私にとっての本当の賞になるでしょう」と話した[26]。また、監督は作品に対し「ザ・コーヴは私にとってはただの「入り江」についての物語ではない‥ストーリーが進むにつれ、それが日本の問題だけではなく世界中の問題であることを理解出来るはず。私たち全員がその問題をつくっていて、動物や環境をとりまく他の沢山の問題とも繋がっていることに気付いたとき、映画を材料にして自らに問いかけたり話し合うことができる」という趣旨のコメントをしている[53]。
- 主演のオバリーは「イルカの水銀は、世界中でも深刻な問題。この映画はそうした問題提起の作品として考えて欲しい[9]。この映画はジャパン・バッシングを目的としたものではない。もし、イタリアやフランスで行なわれていたら我々はそちらでカメラを回していたはずだ。日本の人たちと協力し合って、問題を解決したいと強く願っている。太地町の人たちとは話し合いの場を持ちたい」と述べた[15]。
- 配給会社アンプラグドの加藤代表は「『ザ・コーヴ』は決して反日映画ではありません。映画の内容について深く建設的な議論をすることが必要であると考えています。『いただきます』という言葉は生きとし生けるものの命をいただくということの感謝を表していると言いますが、実際には必要以上の命をいただいているわけです。日本人の謙虚さをもう一度思い出すべきではないかと思います」と配給するにあたって、本作に込めた思いを告げた[54]。

## 日本での公開をめぐる動き
日本では2009年の第22回東京国際映画祭で披露されたが、太地町関係者から抗議があったため公開されたのは一晩だけであった。日本の配給会社アンプラグドは当初2010年4月に公開予定であったが一部人物の顔にモザイクをかける、町関係者に配慮したテロップを入れるなどの修正をするため公開は延期された。
2010年3月6日に立教大学で上映会が行われることが計画されていたが、太地町民から大学に映画に対して肖像権等の侵害で訴えを起こそうとしていると伝えられたため、立教大学は法的係争中にあるものは放映するべきではないとして中止した。6月17日には明治大学で映画に出演したリック・オバリーを迎え上映会とティーチ・インが行われる予定が中止となったとしているが、明治大学の広報担当者は、施設利用については突然申し込まれたため貸し出せない状況であり、上映については許可していないと説明している。
2010年4月、横田基地の司令官であるフランク・エピッチ大佐は本作を基地内の映画館で上映することを禁止した。基地の広報官によれば、基地の映画館で上映することで、基地がこの映画を支持していると見られる可能性があるためとしている。これを受けてシホヨス監督は、基地にこの映画のDVDを無料で100枚進呈すると述べた。

### 映画公開をめぐる議論
雑誌『創』2010年6月号（創出版）では篠田博之編集長が本作は論者の間で賛否が分かれる映画であり、「表現をめぐる日本社会の環境はかなり脆弱」であり、このままでは討論されないまま映画自体が日本で封印されてしまう現状を危惧し、映画監督の森達也、フリージャーナリストの綿井健陽、映画作家の想田和弘による座談会『上映禁止が懸念されるドキュメンタリー映画「ザ・コーヴ」を論じる』という討論会を行っている。日本人自身にとっても知られていない事実を描いた点は評価し、また漁民の立場に無関心である点においては批判している。
また『創』では、イルカ漁が隠されるのは反捕鯨団体と外国メディアの取材を警戒した結果ではないかという点と、ほとんどの批判論者が作品を見ていない点を指摘しており、自主規制が安易に発動されることで表現そのものが封殺されるのはいけないとしている。
エルザ自然保護の会は「日本を批判されているのに、当の日本人が実情を知らされていないのは問題だ。受賞によって上映に一歩近づいた」としている。

### 劇場公開の推移
2010年6月26日より東京都内の2箇所の映画館で上映される予定であったが、そのうち「シアターN渋谷」は上映に対し抗議が殺到したため、6月3日までに上映取りやめを決定した。また、東京「シネマート六本木」と大阪「シネマート心斎橋」の2館も抗議電話や抗議活動予告等があった影響で上映中止となり、これにより東京都内での上映館はいったんゼロとなった。6月15日には仙台、山形、青森でも上映の見送りする映画館もあった。
2010年6月21日に、改めて7月3日より全国ロードショーを決定、初日6館を始めに、8月以降上映も含め全国23館での上映が決定した。公開当日は、渋谷など一部での小規模な抗議活動はあり、横浜で抗議活動を禁止する地裁の仮処分決定を出して警察官数十人での厳重警備された劇場もあったものの、特に大きな混乱はなく、初日6スクリーンで公開が開始された。

名古屋と京都の劇場では、本作と異なる視点もある事を提示する為、敢えて日本の捕鯨の長編記録映画『鯨捕りの海』を同時上映した。

#### 劇場以外での日本公開
シンポジウム上映
前述のとおり、雑誌『創』編集長の篠田は、この映画が非難され、封印されようとしているとして、東京「なかのZERO小ホール」でメディア批評誌『創』主催での上映を後押しするシンポジウムが開かれ、市民団体の抗議を考慮して約20人の警官の厳重警備の中で6月9日に全編が上映された。この際550席に収まらない約70人がロビーで鑑賞した。このイベントで主演で来日中であったリック・オバリーが「表現の自由」を訴えたものの、映画監督の森達也が「僕の映画も上映中止騒動を起こそうかな。大ヒットは間違いない。でも、今更、表現の自由を言うのは情けないこと」とコメントした。
以上の上映会ののちに行われた加藤との対談の中で森達也は、一連の市民団体の抗議に関して「結局は内容が反日うんぬんじゃなくて、どの国の監督が撮ったかが問題なんですね。ほかの国の人が日本を批判するのが許せないとしか解釈できない。でも、そんなレベルじゃ、まるで話にならない。（中略）被写体になった太地町の人たちの言い分はまた別ですが、反日だからと上映に反対している人たちには、せめてそのレベルに達してほしいと思います」と語っている。
6月15日には日本ペンクラブ（阿刀田高会長）が「言論表現の自由にとって残念な事態がじわじわと広がっている。映画館・大学を含む公的施設は圧力に屈することなく上映機会を提供できるよう努力を重ねてほしい」と上映中止を憂慮する緊急声明を発表した。翌6月16日には日本弁護士連合会も宇都宮健児会長による「制作者の表現の機会を奪うものであり、表現の自由が大きく損なわれる」「上映を実施するよう求める」との声明を発表した。7月2日には日本映画監督協会（崔洋一理事長）が、「映画の事実誤認に対する指摘は本来製作者に向けられるべきもので、上映を企図する者や劇場を直接威圧することがあってはならない」とし「上映阻止運動に断固抗議する」との声明を発表した。
動画サイト配信
ニコニコ動画では2010年6月18日に「ザ・コーヴ」全編が公式で2000人限定で無料配信され、6月21日には鈴木邦男、藤江ちはる、ひろゆきが出演する「ザ・コーヴ」に関する討論番組が配信された。

### 市民団体による抗議行動
4月以降、主権回復を目指す会（いわゆる“行動する保守”のひとつ）などの保守系市民団体は、試写会を求めるとともに、「ザ・コーヴは違法な盗撮によって造られた捏造を織り交ぜた反日プロパガンダでありテロリストシーシェパードの資金源となる」と主張。公開を阻止するために渋谷駅、上映を支持する新聞社、アンプラグドや本社所在地である社長の自宅前などで抗議活動を行った。
アンプラグド代表の加藤武史によると、3月末に「主権回復を目指す会（主権会）」を名乗る男性から、「上映を中止しろ、中止しなければ抗議に行くぞ」との電話があり、加藤は「抗議等がありましたら書面でお送りください」と返答した。4月7日、主権会が配給会社の前で街宣活動をおこなうとの情報がに警察からもたらされ、4月9日に30人規模の街宣活動が配給会社前の道路で行われた。主権会による街宣活動はその後、配給会社に2回、加藤の自宅に2回の計5回行われたという。加藤は、自宅にまで抗議行動が押し寄せた点に関して「さすがに参った」とし、街宣活動禁止の仮処分の申請を東京地方裁判所に提出、これを認められたとしている。
抗議行動の中心を担っている主権回復を目指す会では、代表の西村修平が「ドキュメンタリーに名を借りた日本バッシングだとはっきりわかる。こうした映画の上映は許すことはできない」と本作を批判した。
市民団体が撮影した動画によれば、6月12日、主権回復を目指す会などの市民団体が、本作の上映を予定している横浜市内の映画館前で抗議デモを開始しようとしたところ、右翼団体一水会最高顧問の鈴木邦男が前方に立ちふさがり、市民団体にデモの中止と討論を要求したため、市民団体は後ほど討論に応じるから邪魔をしないよう求めたが、鈴木は討論を要求し続け、警官隊に排除された。その後も鈴木はデモ隊への接近を試みたが、その都度警官隊に妨害された。
この件について、鈴木が参加している月刊『創』編集長の篠田は、鈴木が討論を申し込んだが断られ、警察官が制止したとしている。一方、主権回復を目指す会側は、鈴木が集会を妨害しようとしたと主張している。
6月24日、横浜地方裁判所はアンプラグドの申し立てを受け入れ、7月3日からの上映が予定されている「横浜ニューテアトル」周辺における街宣行為を禁じる仮処分命令を発した。6月26日、主権回復を目指す会は、「横浜ニューテアトル」の支配人が6月21日にTBS『NEWS23クロス』に出演して「命を懸けてます」と言いながら、3回に渡って街宣をかけている民族派右翼団体神奈川県維新協議会に対しては仮処分申請を裁判所に行っておらず、私利私欲で上映する偽善であるとして、改めて上映を止めるよう支配人の自宅と「横浜ニューテアトル」前にて抗議活動を行うとともに裁判で本処分を争うよう主張した。
6月以降は、前述の団体とは別に在日特権を許さない市民の会などの市民団体も上映反対の抗議活動を行うようになった。
主権回復を目指す会は、7月3日の「ザ・コーヴ」公開日に上映館である渋谷の「イメージフォーラム」にて抗議街宣を行い、7月11日には一連の活動を総括するシンポジウムを開いた。

#### 太地町民の反応
太地町民は「日本国憲法第21条は誰が誰に対して言うものなのか。対国家権力に対してと、太地町の人々に言うのとでは違うのではないか」「映画を撮った人たちが言う『表現の自由』って何なんですか?」と疑問を呈している。

#### マスメディアの反応
『朝日新聞』『読売新聞』『毎日新聞』『日本経済新聞』『東京新聞』『中日新聞』『西日本新聞』『神戸新聞』『信濃毎日新聞』『山陽新聞』『南日本新聞』などは社説にて、映画内容の偏向性などの問題点は認めつつも上映への妨害行為は許されないとの見解を示した。また、一連の抗議行動によって映画館が映画の上映を取りやめている事態について、言論・表現の自由の侵害に対する懸念を表明した。

#### Googleによる主権回復を目指す会の動画削除
2010年6月17日、Googleは、主権回復を目指す会がYouTubeに配信していた動画約800件全て（上映の中止を要求していた動画も含む）を削除するとともにアカウントを停止した。主権回復を目指す会は、「ザ・コーヴ」の上映に反対する市民団体を非難していた言論人、朝日新聞、右翼団体が、Googleの行為については言論の自由を奪うものであるとの批判をおこなっていないとして、「ザ・コーヴ」の表現の自由は認めるが市民団体の表現の自由を認めないのはダブルスタンダードではないかと非難した。
主権回復を目指す会は「Googleに対しアカウント停止の理由について説明を求めたが、一切の電話応答と面会を拒絶している」として、「反日・虐日テロ映画『ザ・コーヴ』と海賊・テロ組織「シーシェパード」との関係を糾弾する当会の動画内容の隠蔽が目的」としてアカウントを停止されたのではないかとして、人種差別による言論弾圧であるとして抗議活動を行った。

## 日本以外における上映
中華人民共和国においては、受賞を記念して3月13日、14日に北京と上海で特別ロードショーが行われた。

## 影響
日本でのイルカ漁は和歌山県のほか、東北地方や北海道などで道県知事の許可のもとに行われているが、北海道の沖合では取引価格の低迷で捕獲頭数は年々先細りしており、あるイルカ漁師は『ザ・コーヴ』の騒動が悪影響を与えると話した。
2009年8月、アメリカ合衆国およびオーストラリアで公開され、映画のエンドロールでウェブアドレスが紹介されたシーシェパードは、太地町とオーストラリアのブルームの姉妹都市提携を止めさせることでイルカの虐殺を止められるとウェブサイトで呼びかけ、ブルーム市長や市議のアドレスを無断で掲載したところ、オーストラリア国内及びアメリカから市の機能が麻痺するほどの抗議のメールや電話が来たため、ブルーム市議会は全会一致で提携解消を議決した。また、ブルームでの試写会に乗り込んだシーシェパード・メンバーが姉妹提携破棄を訴えたために、抗議運動は市内にも広がり、日系オーストラリア人の墓地にイルカの写真を掲げられたり、一部の墓石が破壊される事態となった。しかし、その後住民から「異文化を一切認めようとしないのか」と反発が起きたため取り消された。
京都府京都市での水族館建設に反対する団体は便乗して「同館で予定されているイルカショーは商業目的による飼育・展示を禁じた生物多様性条約に違反する」と指摘。団体は「国際的な問題となり非難されるだろう」として弁護士会に調査を申し立てた。
映画の撮影に全面協力した「日本のイルカを救いましょう」は、ジュゴンの成育を阻害するため辺野古に基地を作ることを反対している。その団体が協力した映画がアカデミー賞を受賞したことで、辺野古に基地は作れないだろうという声がある。
映画に主演したオバリーは、『ザ・コーヴ』第2弾として2010年秋から和歌山県太地町や静岡県伊東市富戸漁港などを舞台にオバリーのイルカ解放活動をドキュメンタリータッチに描く連続テレビシリーズ「ドルフィン・ウォーリヤーズ」（「イルカを守る闘士たち」の意）がアニマル・プラネットで放映予定だと明らかにした。アニマル・プラネットでは、シーシェパードの調査捕鯨妨害を一方的に伝えるドキュメンタリー番組「クジラ戦争」も放映されており、同番組には調査捕鯨妨害事件で日本で裁判を受けたピーター・ベスーンも出演した。
2011年2月28日、太地町で『ザ・コーヴ』の日本語に吹き替えられたDVDが「海を考えるグループ」の名前で多数の住民の自宅や漁協に送付されていたことが判明。監督のシホヨスが「海を考えるグループ」と協力して、漁師を凶悪犯、暴漢と罵り、映画制作時の主張と同じ理由で送りつけたことを明かした。また、住民や漁協は大変迷惑しており、町長は「映画の撮影にしても今回の件にしても自分たちの行いがすべて正しいと考えているのがおかしい。文化の違いがある。住民はDVDを見たいとは望んでいないし、町にも引き取ってほしいと問い合わせがある。非常に迷惑な行為だ」と語った。
2010年8月、太地町では漁師の生活に必要なので『ザ・コーヴ』を相手にせず、イルカ漁を続けると報じられた。
和歌山県は映画について事実を歪曲した内容も含まれ、撮影の方法、内容ともに問題のある許し難いものであり、町の歴史や誇りを傷つける不当な行為だと述べている。またイルカの取扱いについても2008年12月以降変わっており、映画で行われていたことは現在行われていないとしている。

### ザ・コーヴと異なる視点の映画
『ザ・コーヴ』の影響により製作され、異なる視点を持つ映画を主に列挙する。
- 『Town of Sun, the Black Tide and Whales』

2009年、『ザ・コーヴ』公開の4か月後に公開された17分の米国製ショートフィルム。監督は Matias Camozzi 。太地町の歴史を説明する内容。
- 『ビハインド・ザ・コーヴ 〜捕鯨問題の謎に迫る〜 (洋題：Behind "THE COVE") 』

2015年に八木景子が監督、製作などをした日本初の捕鯨問題ドキュメンタリー映画。和歌山県太地町などでの日本の捕鯨の現場を描いたドキュメンタリー作品。ザ・コーヴの監督ルイ・シホヨスや主演リック・オバリーを始め、シー・シェパード幹部へのインタビューも収録されており、『ザ・コーヴ』が日本の食文化や伝統を歪めて伝えているとして反証した内容となっている。2015年の『第39回モントリオール世界映画祭』で「ドキュメンタリー部門」にエントリー。
- 『おクジラさま〜ふたつの正義の物語』[122][123]

2017年公開のドキュメンタリー映画。監督は佐々木芽生。『ザ・コーヴ』の欺瞞を指摘し、和歌山県太地町の人々の主張を国際社会に届けながらも、どちらが正しい（正義）とは言いきれない現実をも照射していく。

## 受賞・ノミネート
受賞
公称24冠
- 第82回アカデミー賞長編ドキュメンタリー映画賞
- 第81回ナショナル・ボード・オブ・レビュードキュメンタリー映画賞
- 第35回ロサンゼルス映画批評家協会賞最優秀ドキュメンタリー賞
- 第15回クリティクス・チョイス・アワードドキュメンタリー映画賞
- 第14回サンディエゴ映画批評家協会賞ドキュメンタリー映画賞
- 第60回アメリカ映画編集者協会賞ドキュメンタリー編集賞
- 第62回全米脚本家組合賞ドキュメンタリー脚本賞
- 第25回サンダンス映画祭観客賞

ノミネートのみ
- 第8回ワシントンD.C.映画批評家協会賞ドキュメンタリー映画賞
- 第13回オンライン映画批評家協会賞ドキュメンタリー映画賞

## その他
この映画の制作費は250万ドルであり、興行収入は116万2422ドルである。

### 実験
2010年に和歌山大学で行われた実験では、『ザ・コーヴ』の一部を見せながらリック・オバリーに講演をさせた後、イルカ漁に賛成か反対かを尋ねてみたところ、反対する学生が映画を見る前の約4倍に増加した結果が得られた。